# Euphorbia hepatica
Euphorbia hepatica är en törelväxtart som beskrevs av Ignatz Urban och Erik Leonard Ekman. Euphorbia hepatica ingår i släktet törlar, och familjen törelväxter. Inga underarter finns listade i Catalogue of Life.